# Pteromalinae

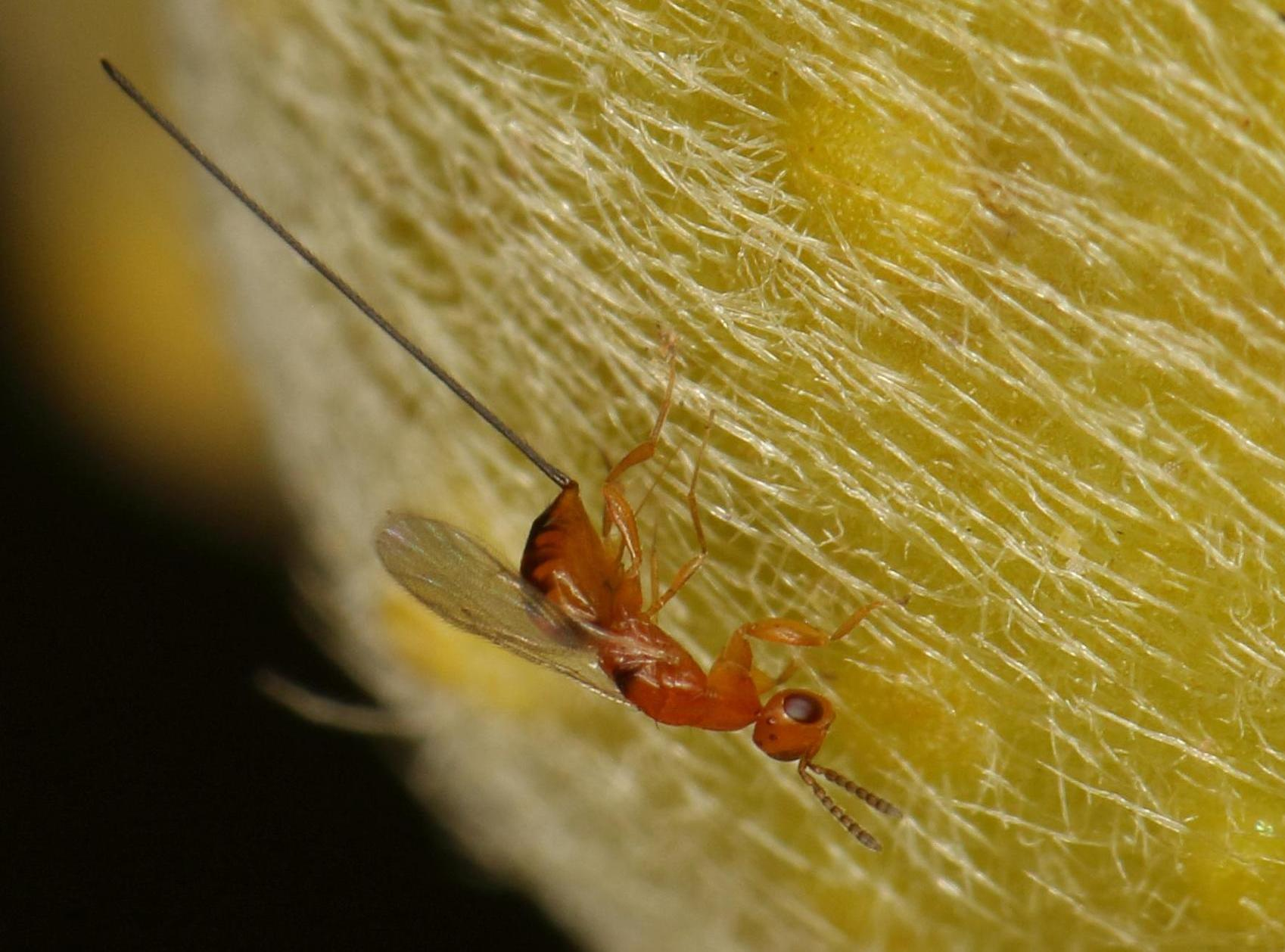
Watshamiella alata ♀

Die Pteromalinae bilden eine Unterfamilie der Erzwespenfamilie Pteromalidae.
Burks et al. (2022) führten aufgrund molekularbiologischer und morphologischer Studien eine Aufspaltung und Umgliederung der Pteromalidae durch. Zahlreiche Taxa, die bis dahin als Unterfamilien oder Tribus geführt wurden, werden gemäß der neuen Taxonomie als eigenständige Familien betrachtet. Ferner wurden mehrere Gattungen, die ursprünglich den Feigenwespen (Agaonidae) zugeordnet waren, in die Familie der Pteromalidae und dort zum Teil in die Pteromalinae überführt.

## Merkmale
Die Vertreter der Pteromalinae besitzen fast immer 12 Geißelglieder (Ausnahmen: mehrere Vertreter der Otitesellini, Amphidocius und möglicherweise Termolampa). Die Mandibeln sind gewöhnlich nicht gekrümmt (Ausnahmen finden sich bei Apsilocera und Kaleva). Die Scapula (Schultern) sind nicht vorne vom Pronotum freigelegt. Die Notauli sind gewöhnlich unvollständig. Die Axilla sind variabel, gewöhnlich nicht stark hervortretend. Die Axillula sind gewöhnlich nicht vergrößert, falls doch, dann nicht konvex. Die Vorderflügel weisen eine gewöhnlich schlanke Marginalader auf. Im Falle einer verdickten Marginalader, wie bei Rhaphitelus, sind die Mandibeln nicht gekrümmt. Der Petiolus ist einfach oder mit kleinen anterolateralen Höckern.

## Lebensweise
Zu den Pteromalini gehören Parasitoide, deren Wirte verschiedenste holometabole Insekten sind. Zu den Otitesellini gehören in der Alten Welt vorkommende Erzwespen, deren Larven sich in den Fruchtknoten von Feigen (Ficus) entwickeln.

## Innere Systematik
Gemäß der Taxonomie von Burks et al. (2022) sind die Pteromalinae in folgende Tribus gegliedert.
- Otitesellini – 28 Arten
- Pteromalini – 266 Arten